# Liste der Kulturgüter in Avers
Die Liste der Kulturgüter in Avers enthält alle Objekte in der Gemeinde Avers im Kanton Graubünden, die gemäss der Haager Konvention zum Schutz von Kulturgut bei bewaffneten Konflikten, dem Bundesgesetz vom 20. Juni 2014 über den Schutz der Kulturgüter bei bewaffneten Konflikten sowie der Verordnung vom 29. Oktober 2014 über den Schutz der Kulturgüter bei bewaffneten Konflikten unter Schutz stehen.
Objekte der Kategorien A und B sind vollständig in der Liste enthalten, Objekte der Kategorie C fehlen zurzeit (Stand: 13. Oktober 2021).

## Kulturgüter
| Foto |                                                                           | Objekt                                                             | Kat. | Typ | Standort                    | Beschreibung |
| ---- | ------------------------------------------------------------------------- | ------------------------------------------------------------------ | ---- | --- | --------------------------- | ------------ |
| ja   | Datei hochladen · Wikidata zu Reformierte Kirche Avers-Cresta (Q2136826)  | Reformierte Kirche / Baselgia refurmeda KGS-Nr.: 02855             | A    | G   | Cresta 105 759477 / 148783  |              |
| ja   | Datei hochladen · Wikidata zu Am Bach, Mittla-Hus (Q29784530)             | Mittla-Hus / Chesa Mittla KGS-Nr.: 02857                           | B    | G   | Am Bach 77 761190 / 147419  |              |
| BW   | Datei hochladen · Wikidata zu Camp sut, Armenhaus (Burdelski) (Q29784531) | Armenhaus (Burdelski) / Chasa da povers (Burdelski) KGS-Nr.: 02858 | B    | G   | Campsut 226 756578 / 150475 |              |